# Vitalius lucasae
Vitalius lucasae là một loài nhện trong họ Theraphosidae.
Loài này thuộc chi Vitalius. Vitalius lucasae được miêu tả năm 2001 bởi Bertani.